# Guillem Graell i Moles
Guillem Graell i Moles (la Seu d'Urgell, 1846 — Barcelona, 1927) fou un economista català.
Va estudiar filosofia i lletres. Fou secretari del Foment del Treball Nacional des de la seva fundació l'any 1889. Va ser el president del I Congrés d'Economia, l'any 1908, i fou fundador de la Societat d'Estudis Econòmics.
Col·laborà a la Revista Nacional de Economía, fundada per Emili Riu i Periquet el 1916.
Va ser succeït per Pere Gual i Villalbí com a secretari del Foment del Treball Nacional.
A la Seu d'Urgell s'anomenà en honor seu una avinguda situada al nord del seminari conciliar, a l'extrem del barri de la Gallinaire. Al passeig de Sant Joan de Barcelona té un bust dedicat.